# Styrax pohlii
Styrax pohlii är en storaxväxtart som beskrevs av A. Dc. Styrax pohlii ingår i släktet Styrax och familjen storaxväxter. Inga underarter finns listade i Catalogue of Life.